# Talla 2XLC
Andreas Tomalla (Frankfurt am Main, 3 maart 1963) is een Duitse dj en producer die werkt onder de naam Talla 2XLC. Hij is een van de pioniers van de Duitse dance-scene die eind jaren tachtig in Frankfurt am Main ontstond. Ook speelde hij een grote rol in de Duitse synthpop.

## Biografie
Tomalla werkte in de jaren tachtig bij een platenzaak. Hij is ook initiatiefnemer van de clubavonden in de Dorian Gray-club in Frankfurt am Main. Ook werkte hij enkele jaren voor platenlabels. In de jaren tachtig was hij lid van enkele synthpopgroepen. Zo zat hij bij de groep Moskwa TV. Met die groep maakte hij twee albums. In 1987 vertrok hij na een ruzie. Ook was hij korte tijd lid van Robotiko Rejekto, al ging hij al weg na drie singles. Hij startte in 1988 het Electronic body music-project Bigod 20, dat hij samen met Markus Nikolai en Thomas Franzmann uitbouwde tot een ware band. Dat leverde de albums Steel Works! (1992) en Supercute (1994) op.  
In 1995 viel de band uiteen en Tomalla besloot zelf actief te worden als dj en producer onder de naam Talla 2XLC. Daarbij richtte hij zich op het trancegenre. In 1996 verscheen de single "The Eternal Mystery", als eerste single onder dat pseudoniem. In 1997 verscheen ook een titelloos album. Daarna bleven er veel singles verschijnen. Enkele malen werkte hij ook samen met anderen. Een van de producers waar hij veel mee werkt is Andreas Krämer. In 1998 werkte hij ook eenmalig samen met de groep Resistance D aan de single "Hypnotic". Hij had enkele bescheiden hits. Zijn grootste succes is "Can You Feel The Silence" (2003) waarbij hij de melodie van "Enjoy the Silence" van Depeche Mode gebruikte. Ook maakte hij in 2004 een remake van "Spring" van RMB.   
Na zeer lange tijd geen albums uit te hebben gebracht kwam in 2019 Fascinated uit. Daarop staan gastbijdragen van Taucher en Junk Project. Twee jaar later volgde het vergelijkbare album Carpe Diem. Het album All The Dreams I Share bestaat vooral uit een bundeling van eigen producties en remixes voor onder andere tracks van Kosmonova en Pulsedriver. Ook staat er een samenwerking met Maria Nayler op.

## Discografie

### Albums
- Talla 2XLC (1997)
- Fascinated (2019)
- Carpe Diem (2021)
- All The Dreams I Share (2023)

### Singles en ep's
Een selectie van zijn singles:
- "The Eternal Mystery" (1996)
- "What Time Is Love" (1997)
- "NRG" (1998, met Tom Wax)
- "World In My Eyes" (2000)
- "Manifesto" (2005)
- "The Sound Of The Crowd" (2010)
- "Innuendo" (2018)
- "Alchemy" (2021)
- "Welcome To The Future" (2023)